# Oración pasiva
Oración pasiva es aquella en la que el verbo tiene una forma especial de conjugarse (en el caso del idioma español, con el verbo ser en el tiempo de la voz activa más el participio del verbo que se conjuga, la llamada pasiva analítica) o bien en forma activa pero con una marca de voz pasiva (en español, por lo general, el morfema "se", la llamada pasiva sintética o refleja).
Es propio de la pasiva que el sujeto sintáctico desempeñe el papel de paciente (esto es, no sea "activo", no realice ni controle la acción del verbo, sino que la reciba, ya que quien realiza o controla la acción o "trabajo" del verbo en la pasiva es el llamado complemento agente, en español un sintagma preposicional con "por")
Se invierte así el esquema de la oración activa haciendo que el sujeto de la oración activa deje de serlo y pase a tener otra función distinta, la de complemento agente de la oración pasiva, mientras que el complemento directo de la voz activa deja de serlo y pasa a ser en la oración pasiva sujeto paciente. Un ejemplo:
| Oración activa                                              | Oración pasiva analítica                                                  | Oración pasiva sintética o refleja                           |
| ----------------------------------------------------------- | ------------------------------------------------------------------------- | ------------------------------------------------------------ |
| El presidente (suj. agente) convocó la reunión (c. directo) | La reunión (suj. paciente) fue convocada por el presidente (comp. agente) | Se convocó la reunión (suj. paciente) [por x] (comp. agente) |

La oposición entre voz activa y voz pasiva sólo es posible en las lenguas con alineamiento morfosintáctico de tipo nominativo-acusativo (en las lenguas ergativas la voz activa se opone a una voz antipasiva).
En muchas lenguas, entre ellas el español y la mayoría de lenguas europeas, las oraciones o construcciones pasivas permiten expresar el agente mediante el llamado "complemento" agente (en el análisis generativista no es un verdadero complemento del verbo sino un adjunto sintáctico que opcionalmente puede aparecer u omitirse).

## La voz pasiva en algunas lenguas

### La voz pasiva en español
Se ha discutido mucho si existe voz pasiva en español, ya que este idioma no tiene formas morfológicas específicas para ella. Semánticamente puede ser expresada por una equivalente voz atributiva biactancial. Tradicionalmente se considera que en español la voz pasiva se forma de dos maneras, las cuales son:
1. Pasiva analítica o pasiva perifrástica, con el verbo ser o estar funcionando como auxiliar en el tiempo de la activa, más el participio del verbo que se conjuga. La aparición del complemento agente no es estrictamente necesaria, aunque exista siempre en estructura profunda, y si aparece consiste en un sintagma preposicional con la preposición por, y menos frecuentemente de:
Las peras fueron comidas por Pedro (pasiva analítica) / Pedro comió las peras (activa).
La pasiva analítica se subdivide a su vez en dos tipos de pasiva la pasiva analítica de proceso y la pasiva analítica de estado o resultado.
- La pasiva analítica de proceso. Utiliza el verbo auxiliar ser: Las camas aún no han sido hechas.
- La pasiva analítica de estado o resultado. Usa el verbo auxiliar estar: Las camas ya están hechas.

2. Pasiva sintética o pasiva refleja, con el morfema de pasiva se más un verbo en tercera persona; el complemento agente no suele aparecer de forma explícita:
Se vende piso (pasiva sintética) = El piso es vendido por alguien (pasiva analítica).
En castellano no existe un morfema específico para indicar la pasiva; lo más parecido que existe es este uso concreto del morfema se.
Existen, por otra parte, otras posibilidades formales de pasiva por medio de perífrasis verbales:
- Estar + participio en los tiempos imperfectivos de acciones perfectivas: está o estaba prohibido, acabado, resuelto, y en los tiempos imperfectos de muchos verbos reflexivos con sentido incoativo: está o estaba sentado, dormido, avergonzado, enfadado ...
- Ser + participio en los tiempos perfectos de acciones perfectivas o imperfectivas: fue abierta, ha sido cerrada, y en los tiempos imperfectos de acciones imperfectivas: es querido, era estimado, será solicitado.
- Tener + participio, Llevar + participio y Traer + participio. Estas construcciones son límites, pues en muchos casos sólo el valor semántico y el contexto pueden determinar su carácter pasivo. Debemos a Rafael Lapesa la importante observación de que en algunos casos, si hay complemento agente en estas construcciones, no hay perífrasis, por ejemplo: «Tengo dos cuadros pintados por Juan». Hay perífrasis activa con objeto directo, «tengo corregidos veinte ejercicios»; pero entonces no hay complemento agente. Por otra parte cabe: «tengo corregidos veinte ejercicios por mí y diez por mi ayudante».
- Dejarse + infinitivo. Es una construcción no totalmente pasiva, pues implica cierta participación del sujeto de la acción: «Se dejó vencer por el enemigo». Este tipo de construcción sería más acertado llamarla «medio-pasiva».

El actante o complemento agente puede estar o no presente en estas construcciones pasivas. Este elemento que la tradición llama ablativo agente, al modo latino, tiene una estructura bimembre: relator y término. Los relatores reconocidos por la gramática tradicional son «por» y «de», pero se han encontrado otros: «con» y «en».
En castellano antiguo es general el empleo de la preposición «de» con el complemento agente. Ejemplos:
Del rey so ayrado. (Mio Cid)
De Dios seré reptado. (Gonzalo de Berceo)
El que a muchos teme, de muchos es temido. (Diego Saavedra Fajardo)
Sin embargo, hoy se prefiere la preposición «por».

### La voz pasiva en inglés
La voz pasiva en inglés es similar en muchos aspectos a la voz pasiva del español. Al igual que en otras muchas lenguas europeas se forma usando el verbo auxiliar ser. Una diferencia es que en inglés una misma oración con verbo en forma activa admite varias pasivizaciones, como sucede en verbos con doble objeto (directo e indirecto):
(1) John sent Mary a letter 'Juan envió una carta a María'
(2a) A letter was sent to Mary [by John] 'Una carta fue enviada a María [por Juan]'
(2b) Mary was sent a letter [by John] 'A María, le fue enviada una carta [por Juan]'
En inglés el objeto directo de la oración activa (1), es tratado como sujeto en la oración (2a) como sucedería en español. Pero además el inglés admite una segunda forma pasiva en la que es el complemento indirecto de la activa el que es promovido a sujeto de la pasiva, como se ve en (2b). Este segundo tipo de construcciones es ajeno al español.

### La voz pasiva en náhuatl
La pasiva en náhuatl, como en muchas otras lenguas del mundo, es de hecho una intransitivización, en la que no se expresa el agente. Como en las siguientes oraciones:
In Coyotl tlacua in tochtli 'El coyote se come al conejo'
In tochtli tlacualo 'El conejo es devorado/comido [por alguien]'

## La sintaxis de la voz pasiva
La gramática tradicional consideró la voz pasiva como una mera variante estilística de las correspondiente oración activa, considerando que expresaba el mismo contenido proposicional. Sin embargo, algunos ejemplos mostraban algunas dificultades en esta visión simplista de las cosas, por ejemplo la simple trasposición del objeto por sujeto y forma pasiva del verbo podía cambiar el sentido original de la frase en presencia de cuantificadores:
(4a) Mucha gente lee pocos libros
(4b) Pocos libros son leídos por mucha gente
Es obvio que estas oraciones expresan diferentes cosas, la primera se refiere a que mucha gente tiene poca costumbre de leer, mientras que la segunda se refiere a que sólo unos pocos libros selectos llegan a tener gran difusión entre el público.

### Pasiva y movimiento sintáctico
La primera gramática generativa-transformacional se propuso aclarar la relación entre una oración activa y su correspondiente pasiva investigando de manera sistemática su formación y las reglas que permitían "derivar" la forma pasiva a partir de la activa. En esta gramática se proponía reglas sintagmáticas de estructuras para derivar en un número finito de pasos la forma pasiva de la activa reflejando la relación semántica entre una oración activa y la correspondiente pasiva. Sin embargo, al ser abandonado el componente "transformacional" de la teoría por considerarse demasiado ad hoc, la sintaxis de las oraciones pasivas pasó a ser explicada como el resultado de un movimiento sintáctico de un constituyente sintáctico desde la posición de objeto a la posición de sujeto (más específicamente, el especificador del sintagma de tiempo). Eso explicaba además porque en una oración pasiva el agente sólo podía ser expresado mediante un adjunto sintáctico (en caso oblicuo o preposicional), e incluso en algunas lenguas no era común expresar el agente en absoluto. La explicación en este contexto es que al ser existir una única posición de "sujeto" en el árbol sintáctico, sólo uno de los elementos (el que hacía de objeto en la oración activa) puede ocupar la posición argumental de sujeto, y por tanto si el agente se introduce sólo tiene disponibles posiciones no argumentales como las de los adjuntos sintácticos. Los dos árboles siguientes muestran la estructura sintáctica de una oración activa y su correspondiente pasiva:

### Lenguas ergativas
En las lenguas con alineamiento morfosintáctico de tipo ergativo no suele existir una genuina voz pasiva, aunque frecuentemente existe una voz antipasiva.